# 長岡秀人
長岡 秀人（ながおか ひでと、1951年（昭和26年）2月5日 - ）は、日本の政治家。元島根県出雲市長（3期）、元平田市長（1期）。

## 来歴
島根県出雲市出身。岡山大学法文学部法律学科卒業。1975年（昭和50年）4月、法務省法務教官となる。1977年（昭和52年）9月、平田市役所に入庁。1999年（平成11年）7月、平田市助役に就任。
2003年（平成15年）、平田市長の太田満保が島根県知事選挙に立候補するため辞職。これに伴って行われた平田市長選挙に立候補し無投票で初当選した（4月20日確定）。
2005年（平成17年）3月22日、平田市は旧出雲市・佐田町・多伎町・湖陵町・大社町と合併し廃止となる。新制の出雲市が発足。同日から4月の出雲市長選挙で西尾理弘が無投票当選するまでの間、出雲市長職務執行者を務める。同年5月、出雲市助役に就任。2007年（平成19年）4月、出雲市副市長に就任。
2009年（平成21年）4月12日に行われた出雲市長選挙に立候補。現職の西尾理弘、地元夕刊紙役員の菊地恵介ら2候補を破り初当選した。投票率は78.56％だった。
2013年（平成25年）、無投票で再選。2017年（平成29年）、3選。
2021年（令和3年）の市長選には立候補せず、出雲市長を3期12年で勇退。
2023年（令和5年）春の叙勲で旭日小綬章を受章した。